# Pyrausta mutuurai
Pyrausta mutuurai is een vlinder van de familie van de grasmotten (Crambidae). De wetenschappelijke naam van deze soort is voor het eerst voorgesteld door Hiroshi Inoue in een publicatie uit 1982. De soort is vernoemd naar de Japanse entomoloog Akira Mutuura.
De soort komt voor in Japan.